# Jeremy Irons
Jeremy John Irons (Cowes, 19 september 1948) is een Brits acteur. Hij won in 1991 een Academy Award voor zijn hoofdrol in Reversal of Fortune. Daarnaast kreeg hij meer dan twintig andere acteerprijzen toegekend, waaronder Emmy Awards voor The Great War and the Shaping of the 20th Century en Elizabeth I, Golden Globes voor Reversal of Fortune en Elizabeth I en een Annie Award voor The Lion King.

## Levensloop
Irons kreeg zijn acteeropleiding aan de Bristol Old Vic Theatre School in Bristol en maakte zijn toneeldebuut in 1969.  In 1971 verhuisde hij naar Londen waar hij tegenover David Essex speelde in Godspell. Hij speelde in Noël Cowards komedie Hay Fever als Simon Bliss, Joe Orton's farce What the Butler Seen as Nick, en William Shakespeares drama Winter's Tale als Florizel, zoon van de koning van Bohemen. 
Al snel begaf hij zich naar het Londense podium van het Round House Theatre en vervolgens naar Wyndham's Theatre in de musical van Stephen Schwartz Godspell (1971) in de rol van Johannes de Doper. Hij verscheen ook in de toneelstukken: Diary of a madman (1973) in de Act Inn Lunchtime Theatre, Much Ado About Nothing (1974) als Don Pedro in het Young Vic Theatre, The Caretaker door Nobelprijswinnaar Harold Pinter (1974) als Mick in het Young Vic Theatre, The Taming of the Shrew (1975) als Petruchio, Catherine's bewonderaar in het New Shakespeare Company – RoundHouse Theatre en Inspector's Visit (1975) van JB Priestley aan het Key Theatre in Peterborough. 
Na verloop van tijd speelde hij ook in de uitvoeringen van de prestigieuze Royal Shakespeare Company : Wild Oats als Harry Thunder in het Aldwych Theatre (1976) en Piccadilly Theatre (1977). Na verschillende rollen voor de Britse televisie maakte hij in 1980 zijn filmdebuut in Nijinsky, een drama gebaseerd op het leven van de danser Vaslav Nijinski. Hij speelde Charles Ryder in 1981 in de televisiebewerking van Brideshead Revisited van Evelyn Waugh. Hierin speelde hij opnieuw samen met Anthony Andrews, met wie hij zeven jaar eerder in The Pallisers speelde. In hetzelfde jaar speelde hij in de film The French Lieutenant's Woman.
In 1984 debuteerde hij op Broadway in The Real Thing, waarin hij speelde met Glenn Close. Voor zijn rol kreeg Irons een Tony Award. In 1984 maakte hij zijn Broadway-debuut in het Plymouth Theatre in Tom Stoppards The Real Thing, geregisseerd door Mike Nichols met Glenn Close, Christine Baranski, Cynthia Nixon en Peter Gallagher en in hetzelfde jaar ontving hij een Tony Award en een nominatie voor Drama Desk Award voor Beste Acteur van het Seizoen.
In 1990 won hij een Oscar voor zijn rol in Reversal of Fortune.
Irons sprak de stem in van Scar in de animatiefilm de Lion King. In 1997 was hij te zien in Vladimir Nabokovs Lolita met Dominique Swain. In 2003 speelde hij in de parodie Harry Potter and the Secret Chamberpot of Azerbaijan, waarin hij Severus Snape speelde. Deze korte aflevering was gemaakt voor Comic Relief. Latere bekende films waren The Merchant of Venice (2004), een bewerking van het stuk van Shakespeare rol van Antonio, het drama Being Julia (2004), en het historisch drama Kingdom of Heaven (2005).
Van 2011 en 2013 was hij te zien in de serie The Borgias, waarin hij de rol van paus Alexander VI vertolkte.

## Persoonlijk leven
Irons huwde in 1978 de Ierse actrice Sinéad Cusack, officieel zijn tweede echtgenote. Hij trouwde in 1969 al eens met Julie Hallam, een huwelijk dat het paar direct daarna weer liet ontbinden. Irons kreeg met Cusack twee zonen: Samuel (1978) en Maximilian (1985). Beiden speelden een rol in films waarin ook hun vader acteerde.
In 2002 kocht Irons Kilcoe Castle in County Cork, Ierland. Hij liet het kasteel oker verven, tot ergernis van omwonenden.

## Filmografie (selectie)
- The Beekeeper (2024)
- Once Upon a Studio (2023) (stem van Scar)
- The Flash (2023)
- Zack Snyder's Justice League (2021)
- House of Gucci (2021)
- Red Sparrow (2018)
- Justice League (2017)
- Assassin's Creed (2016)
- Batman v Superman: Dawn of Justice (2016)
- Race (2016)
- The Man Who Knew Infinity (2015)
- High-Rise (2015)
- Night Train to Lisbon (2013)
- Beautiful Creatures (2013)
- The Words (2012)
- Margin Call (2011)
- The Borgias (serie) (2011)
- The Chronoscope (2009, stem)
- The Pink Panther Deux (2009)
- Appaloosa (2008)
- The Colour of Magic (2008)
- Inland Empire (2006)
- Eragon (2006)
- Casanova (2005)
- Kingdom of Heaven (2005)
- The Merchant of Venice (2004)
- Being Julia (2004)
- And Now... Ladies and Gentlemen (2002)
- The Time Machine (2002)
- The Man in the Iron Mask (1998)
- Lolita (1997)
- Chinese Box (1997)
- Stealing Beauty (1996)
- Die Hard with a Vengeance (1995)
- The Lion King (1994) (stem van Scar)
- The House of the Spirits (1993)
- M. Butterfly (1993)
- Damage (Franse titel: Fatale) (1992)
- Kafka (1991)
- Reversal of Fortune (1990)
- Dead Ringers (1988)
- The Mission (1986)
- Un amour de Swann (1984)
- Moonlighting (1982)
- Brideshead Revisited (1981) (miniserie)
- The French Lieutenant's Woman (1981)
- Nijinsky (1980)

## Trivia
- Samen met Irene Jacob was Jeremy Irons de presentator van Studio Tram Tour: Behind the Magic in het Walt Disney Studios park.
- Jeremy Irons nam in 2008 deel aan vioollessen bij de Willie Clancy Summer School in Milltown Malbay, Ierland.[1]